# Ҵ
Ҵ, ҵ (лигатура ТЦ) — буква расширенной кириллицы. Используется в абхазском языке, где является 50-й буквой алфавита и обозначает звук [t͡sʼ].
В латинице буква передаётся как c̄, ç, d͡č, c.